# Groß-Bieberau
Groß-Bieberau er en by i landkreis Darmstadt-Dieburg i den tyske delstat Hessen. Dens Partnerbyer er
- Montmeyran, Frankrig
- La Baume-Cornillane, Frankrig
- Bělá pod Bezdězem, Tjekkiet
- Ogrodzieniec, Polen
- Scarlino, Italien
- Millstadt, USA
- Schleusegrund, Tyskland

## Kommunalvalg 2011
| Parti                                  | Procent |
| -------------------------------------- | ------- |
| SPD                                    | 35,2    |
| CDU                                    | 28,3    |
| Freie Wählergemeinschaft Groß-Bieberau | 22,4    |
| Bündnis 90/Die Grünen                  | 8,4     |
| FDP                                    | 5,7     |